# Denis Sebbah
Pour les articles homonymes, voir Sebbah.
Denis Sebbah est un acteur et réalisateur français, né en 1968.
Il est notamment connu pour Le Rôle de sa vie (2004), Divination (2006) et Un week-end à Paris (2013).

## Biographie
Né en 1968, Denis Sebbah a effectué une partie de ses études au collège Évariste Galois de Sarcelles. Il a participé à la troupe du Théâtre du Soleil levant et à la troupe Les feux de la rampe, toutes les deux situées à Montréal (Canada).
Il a également été élève au cours Florent, école de théâtre française situé à Paris.
Au théâtre, il joue dans Reniflard and co, pièce inspiré du groupe des Marx Brothers, mise en scène de Jean-Christophe Bergeon, puis il rejoint la troupe de jeunes comédiens du metteur en scène de théâtre Gérard Desarthe en 1996 à Avignon.
Il est par ailleurs réalisateur de film court-métrage tel que Le 7ème jour.

## Filmographie partielle

### Cinéma

#### Acteur
- 1995 : Les Cent et Une Nuits de Simon Cinéma
- 2000 : Cours toujours
- 2000 : L'Envol
- 2003 : France Boutique
- 2004 : Le Rôle de sa vie
- 2005 : Ze Film
- 2007 : Le Dernier Gang
- 2008 : Coluche, l'histoire d'un mec
- 2019 : Selfie

#### Scénario et réalisation
- 2006 : Les Flyings Ramirez (court-métrage)

### Télévision

#### Acteur
- 1994 : Un jour avant l'aube (téléfilm)
- 1999 : Mémoire de sang
- 2001 : L'Algérie des chimères (mini-série en trois parties)
- 2006- : Camping Paradis (série télévisée)
- 2009 : Le Choix de Myriam (téléfilm en deux parties)
- 2009 : Revivre (mini-série)
- 2009-2013 : Un village français : Ézéchiel (série télévisée, 9 épisodes)
- 2010-2013 : Drôle de famille ! : Antoine (série télévisée, 3 épisodes)
- 2010 : Le Gendre idéal 2 (téléfilm)
- 2011 : Le Temps du silence (téléfilm)
- 2011-2012 : Camping Paradis (Saison 3 épisode 5)
- 2018-2019 :  Les bracelets rouges
- 2019 :  Double je : Dr Martin, le psychanalyste
- 2021 : Candice Renoir (série télévisée, Saison 10 épisode 1)

## Doublage
- 2003- : Arrested Development (série télévisée)